# Balaenula
Balaenula (van Beneden, 1872) è un genere fossile dell'ordine dei cetacei e della famiglia dei Balenidi.
Le specie di questo genere vissero nel Pliocene, circa 5 – 3 milioni di anni fa, e i loro resti fossili sono stati ritrovati in Europa, Asia e Nordamerica.

## Descrizione

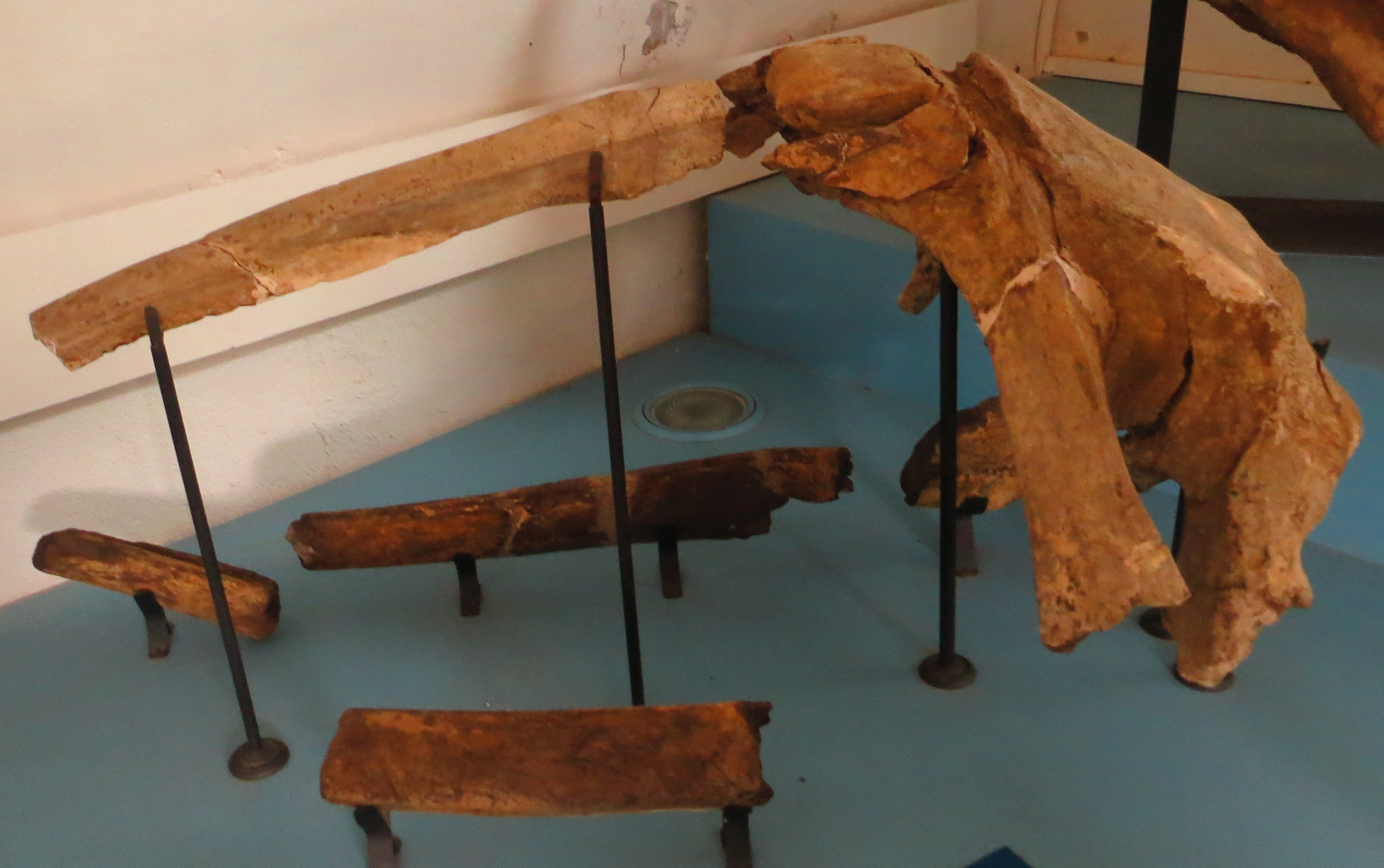
Porzioni di cranio e rami mandibolari dell'olotipo di Balaenula astensis conservato al Museo di storia naturale dell'Università di Pisa

Il genere è noto per numerosi resti fossili, ritrovati principalmente in Italia e in Belgio. Questi fossili indicano che gli esemplari di Balaenula erano piccoli misticeti simili alle balene attuali, ma di dimensioni nettamente contenute: la lunghezza non superava infatti i 6 metri. Il corpo era relativamente tozzo, al contrario di quello delle balenottere, e il cranio era largo e alto, simile ai generi attuali Balaena ed Eubalaena.

## Classificazione
Il genere Balaenula comprende due specie fossili:
- † Balaenula balaenopsis van Beneden, 1872
- † Balaenula astensis Trevisan, 1942

I primi resti fossili vennero trovati in Belgio, nella zona di Anversa, e descritti da Van Beneden nel 1872, istituendo il genere e attribuendoli alla specie Balaenula balaenopsis. Successivamente vennero scoperti altri fossili in Italia, nella zona di Portacomaro in provincia di Asti e oggi conservati al museo di storia naturale dell'Università di Pisa. Questi non furono ascritti alla stessa specie dei fossili belgi, ma furono attribuiti alla specie Balaenula astensis, appositamente istituita. Altri fossili attribuibili a questo genere sono stati ritrovati anche in Inghilterra e Stati Uniti (California e North Carolina), a testimonianza della notevole diffusione di questo animale. Si conoscono anche dei resti, forse appartenenti a Balaenula  e ritrovati nei Paesi Bassi che risalgono al Miocene superiore.